# حدائق محمد بن راشد
حدائق محمد بن راشد هي مشروع صديق للبيئة مصمم لدبي، الإمارات العربية المتحدة. كان المشروع الأول من نوعه. كان من شأنه أن يحافظ على البيئة ويحميها ويساعد على تخضير إمارة دبي. كان سيغطي 800 مليون قدم مربع ويكلف 55 مليار دولار (200 مليار درهم ). نتيجة للأزمة المالية العالمية في 2007-2008، تم تعليق المشروع في عام 2008. في عام 2012، تم تقليص حجم المشروع وإعادة تصميمه ليصبح مدينة محمد بن راشد.

## عناصر

### بيت الحكمة أوبيت الحكمة
يضم بيت الحكمة مكاتب ومكتبة وحدائق معرفية ومنظمات دولية وجامعات وكليات دولية للعلوم والتاريخ ومسجد الشيخ محمد الكبير.

### بيت الانسانية
وضمت الدار الإنسانية مؤسسة محمد بن راشد آل مكتوم للأعمال الخيرية والإنسانية واليونيسف والمتاحف والمؤسسات الخيرية.

### بيت الطبيعة
شمل بيت الطبيعة حدائق عائلية وحدائق عالمية ومختبرات ومؤسسات وكليات علوم طبيعية وفنادق ونوادي وحديقة حيوانات وحدائق زهور وعيادات طب الأعشاب. كان من المقرر أن يشمل أيضًا منتجعًا عائليًا ومتنزهات للحياة البرية ومراكز أبحاث علم الحيوان.

### بيت التجارة
تضم المنطقة التجارية مراكز لوكلاء العلامات التجارية ومعاهد التمويل العالي والمصارف وشركات التأمين والبنوك الإسلامية والدولية.

### حدائق
تضمنت الحدائق حدائق خضراء كبيرة.

### القنوات
سميت القناة باسم قناة الاتحاد وكان من المقرر أن تمتد من خور دبي. مرت القناة خلال التطوير بأكمله.

### مركز
وشمل المركز مدارًا حول حلقة الحديقة. أحاط المركز ببيت الإنسانية بحيرات دائرية متصلة بفروع قناة الاتحاد.

## أنظر أيضا
- قائمة المشاريع التنموية في دبي

## روابط خارجية
- Go-green.ae
- Flashydubai.com
- Civicarts.com